# Gerhard Nenning
Gerhard Nenning (* 29. September 1940 in Lech; † 22. Juni 1995 in Bregenz) war ein österreichischer Skirennläufer. Er gehörte in den 1960er-Jahren zu den besten Skirennläufern und feierte Siege in allen Disziplinen. Im 1967 eingeführten Weltcup war er vor allem in der Abfahrt erfolgreich, 1968 gewann er mit drei Siegen den Abfahrtsweltcup. Bei Olympischen Spielen blieb der zweifache österreichische Meister ohne Medaille, bei Weltmeisterschaften gewann er zweimal Silber und einmal Bronze.

## Karriere
Gerhard Nenning, der schon als Kind dem Ski-Club Arlberg beitrat, entwickelte sich in der zweiten Hälfte der 1950er-Jahre zu einem der stärksten österreichischen Nachwuchsfahrer. 1956 wurde er Österreichischer Jugendmeister in der Kombination – in Abfahrt und Slalom belegte er jeweils Platz zwei – und 1957 gewann er drei Titel in Slalom, Riesenslalom und Kombination. 1958 folgte ein weiterer Titel im Riesenslalom. Nenning war in seiner Karriere oftmals durch Verletzung beeinträchtigt, 1959 erlitt er einen Beinbruch. Zu Beginn der 1960er-Jahre fand der Lecher Anschluss an die internationale Spitze. Bereits 1960 war er im österreichischen Aufgebot für die Olympischen Winterspiele in Squaw Valley, kam dort aber als Ersatzmann nur als Vorläufer im zweiten Slalomdurchgang zum Einsatz.
1961 feierte Nenning seinen ersten großen Sieg, als er in Kitzbühel den Slalom des Hahnenkammrennens gewann. Mit Platz vier in der Abfahrt wurde er zudem Zweiter in der Kombination. In der Abfahrt des Lauberhornrennens in Wengen wurde er ebenfalls Zweiter, außerdem feierte er weitere Siege in Zell am Ziller, wo er Slalom, Abfahrt und Kombination gewann, sowie in zwei Riesenslaloms in Maurienne und am Zürser See. Im Winter 1962 gewann Nenning mit Platz drei in der Abfahrt die Hahnenkamm-Kombination in Kitzbühel. Ebenso gewann er zwei Riesenslaloms in Lenggries und am Puerto de Navacerrada. Bei den Weltmeisterschaften 1962 in Chamonix gewann er die Bronzemedaille im Slalom und mit Platz fünf in der Abfahrt und Rang acht im Riesenslalom die Silbermedaille in der aus allen drei Wettbewerben gebildeten Kombination.
Im Februar 1963 wurde Nenning zum ersten Mal österreichischer Meister. Mit zweiten Plätzen in Abfahrt, Riesenslalom und Slalom sicherte er sich überlegen den Titel in der Kombination. Im selben Winter gewann er neben den Riesenslaloms der 3-Tre-Rennen in Madonna di Campiglio – sein erster bedeutender Sieg in dieser Disziplin – und in Saalfelden auch den Slalom und die Kombination auf der Axamer Lizum bei der Generalprobe für die Olympischen Winterspiele im nächsten Jahr. Bei den Spielen blieb Nenning mit Platz sechs im Riesenslalom und jeweils Rang sieben in der Abfahrt und im Slalom allerdings ohne Olympiamedaille, doch in der nur als Weltmeisterschafts-Wettbewerb zählenden Kombination erreichte er damit den zweiten Platz, knapp hinter dem Deutschen Ludwig Leitner. Der wichtigste Sieg in diesem Winter glückte Nenning in der Lauberhorn-Kombination in Wengen. Im Riesenslalom der Arlberg-Kandahar-Rennen in Garmisch-Partenkirchen belegte er den dritten Platz. Im Vorjahr hatte er an diesen Rennen nicht teilnehmen können, da er sich beim Training am Knöchel verletzte. 1965 stand Nenning dann bei den Arlberg-Kandahar-Rennen erstmals ganz oben auf dem Siegerpodest, als er in St. Anton den Slalom und die Kombination gewann und Zweiter im Abfahrtslauf wurde. Erstmals war er auch bei den Nordamerika-Rennen mit Platz zwei im Riesenslalom von Vail und ebenfalls Platz zwei in der Abfahrt von Sun Valley auf dem Podest zu finden.
Im Winter 1966 gewann Nenning zum zweiten Mal den Slalom der Arlberg-Kandahar-Rennen. In der Kombination, die wegen der Absage der Abfahrt aus zwei Slaloms bestand, wurde er Zweiter. Siege erzielte er auch im Slalom und der Kombination im norwegischen Hemsedal und im Slalom von Banff in Kanada, wo er zudem Zweiter im Riesenslalom wurde. Ebenfalls den zweiten Platz belegte er in der Abfahrt von Kitzbühel, während er in der Hahnenkamm-Kombination Dritter wurde. Der Höhepunkt dieses Winters fand ausnahmsweise erst im August statt, weil die Weltmeisterschaften 1966 im chilenischen Portillo ausgetragen wurden. Die weite Reise lohnte sich für Nenning allerdings kaum, in der Abfahrt wurde er Siebenter und im Slalom 13., im Riesenslalom schied er im zweiten Durchgang aus.
Im Winter 1967 wurde zum ersten Mal der Weltcup ausgetragen, und Nenning zählte aufgrund seiner starken Leistungen in allen Disziplinen zu den Anwärtern auf den Gesamtsieg. In der inoffiziellen Weltrangliste war er bereits in den letzten sechs Jahren immer unter den besten sieben gewesen. Seine erste international erfolgreiche Saison 1961 brachte ihm sogar den zweiten Platz in dieser Rangliste ein. Jedoch hatte Nenning im Kampf um den ersten Gesamtweltcupsieg wenig mit zu reden, denn er kam in keinem Weltcuprennen auf das Podium. In drei Abfahrten verfehlte er einen Podestplatz als Vierter aber nur hauchdünn, womit er schließlich im Abfahrtsweltcup auch den vierten Platz belegte, während er im Gesamtklassement nur 13. wurde. Abseits des Weltcups gewann er eine Abfahrt in Bad Gastein und wurde jeweils Zweiter in Slalom und Kombination bei den Arlberg-Kandahar-Rennen in Sestriere. In Schruns gewann er die österreichische Abfahrtsmeisterschaft.
Der zweite Weltcupwinter 1968 brachte dem mittlerweile 27-jährigen Vorarlberger dann doch noch Siege ein. Am 13. Jänner gewann er gleich die erste Abfahrt in Wengen, wo er mit Platz vier im Slalom auch die nicht zum Weltcup zählende Kombination gewann, und eine Woche später feierte er in der Abfahrt von Kitzbühel seinen zweiten Sieg. Die Olympischen Winterspiele 1968 in Grenoble – die Alpinbewerbe wurde in Chamrousse ausgetragen und zählten ebenfalls zum Weltcup – verliefen jedoch nicht nach Wunsch. Nenning belegte nur den neunten Platz in der Abfahrt – in der er nach seinen beiden Weltcupsiegen als großer Favorit galt – und wurde Achter im Riesenslalom. Den Winter beendete Nenning dennoch mit einem großen Erfolg, denn er gewann mit seinem dritten Sieg in Aspen auch den Abfahrtsweltcup und wurde zudem Vierter im Gesamtklassement.
In den nächsten beiden Jahren war seine Erfolgsserie jedoch zu Ende. Im Weltcup erreichte er nur noch in jeweils zwei Rennen die Punkteränge, also Platzierungen unter den besten zehn, und auch außerhalb des Weltcup blieben gute Ergebnisse aus. Nachdem ihm auch die mannschaftsinterne Qualifikation für die Weltmeisterschaften in Gröden nicht gelungen war, beendete er 1970 seine Karriere. Am 22. Juni 1995 verstarb Gerhard Nenning im Alter von nur 54 Jahren.

## Statistik

### Erfolge im Skisport

#### Olympische Winterspiele
(zählten zugleich als Weltmeisterschaften)
- Innsbruck 1964: 6. Riesenslalom, 7. Abfahrt, 7. Slalom, 2. Kombination*
- Grenoble 1968: 8. Riesenslalom, 9. Abfahrt

* Die Kombination zählte nur als Weltmeisterschaftsbewerb

#### Weltmeisterschaften
- Chamonix 1962: 2. Kombination, 3. Slalom, 5. Abfahrt, 8. Riesenslalom
- Portillo 1966: 7. Abfahrt, 13. Slalom

#### Weltcupwertungen
Gerhard Nenning gewann einmal die Disziplinenwertung in der Abfahrt.
| Saison  | Gesamt | Gesamt | Abfahrt | Abfahrt | Riesenslalom | Riesenslalom | Slalom | Slalom |
| Saison  | Platz  | Punkte | Platz   | Punkte  | Platz        | Punkte       | Platz  | Punkte |
| ------- | ------ | ------ | ------- | ------- | ------------ | ------------ | ------ | ------ |
| 1967    | 13.    | 44     | 4.      | 33      | 18.          | 3            | 16.    | 8      |
| 1968    | 4.     | 102    | 1.      | 75      | 17.          | 10           | 13.    | 17     |
| 1968/69 | 32.    | 9      | 25.     | 1       | 19.          | 8            | –      | –      |
| 1969/70 | 45.    | 6      | 18.     | 6       | –            | –            | –      | –      |

#### Weltcupsiege
| Datum           | Ort       | Land       | Disziplin |
| --------------- | --------- | ---------- | --------- |
| 13. Jänner 1968 | Wengen    | Schweiz    | Abfahrt   |
| 20. Jänner 1968 | Kitzbühel | Österreich | Abfahrt   |
| 15. März 1968   | Aspen     | USA        | Abfahrt   |

#### FIS-Rennen
Siege in bedeutenden FIS-Rennen vor Einführung des Weltcups:
- 1961: Slalom in Kitzbühel (Hahnenkammrennen)
- 1962: Kombination in Kitzbühel (Hahnenkammrennen)
- 1963: Riesenslalom in Madonna di Campiglio (3-Tre-Rennen)
- 1964: Kombination in Wengen (Lauberhornrennen)
- 1965: Slalom und Kombination in St. Anton (Arlberg-Kandahar-Rennen)
- 1966: Slalom in Mürren (Arlberg-Kandahar-Rennen)

#### Österreichische Meisterschaften
- Österreichischer Meister in der Kombination 1963 und in der Abfahrt 1967

### Einzelergebnisse in der Sportwagen-Weltmeisterschaft
| Saison | Team | Rennwagen   | 1   | 2   | 3   | 4   | 5   | 6   | 7   | 8   | 9   | 10  | 11  | 12  | 13  | 14  | 15  | 16  | 17  | 18  | 19  | 20  | 21  | 22  |
| ------ | ---- | ----------- | --- | --- | --- | --- | --- | --- | --- | --- | --- | --- | --- | --- | --- | --- | --- | --- | --- | --- | --- | --- | --- | --- |
| 1963   | OASC | Triumph TR4 | DAY | SEB | SEB | TAR | SPA | MAI | NÜR | CON | ROS | LEM | MON | WIS | TAV | FRE | CCE | RTT | OVI | NÜR | MON | MON | TDF | BRI |
| 1963   | OASC | Triumph TR4 |     |     |     |     |     |     |     |     | DNF |     |     |     |     |     |     |     |     |     |     |     |     |     |